# Preservativo
Un preservativo, profiláctico o condón es un dispositivo de barrera con forma de funda utilizado durante una relación sexual para reducir la probabilidad de embarazo o el contagio de infecciones de transmisión sexual (ITS). Existen preservativos masculinos y femeninos. Con un uso correcto en cada coito, las mujeres cuyas parejas usan condones masculinos experimentan una tasa de embarazo anual de 2 %. Con un uso típico la tasa de embarazo anual es 18 %. Su uso disminuye el riesgo de gonorrea, clamidia, tricomoniasis, hepatitis B y VIH/sida. En menor medida, también protege contra el herpes genital, el virus del papiloma humano y la sífilis.
El uso del preservativo ha generado debate en ciertos contextos religiosos. Algunas confesiones lo consideran moralmente inaceptable, mientras que otras lo permiten con restricciones o lo aceptan plenamente.
El preservativo masculino se enrolla en el pene erecto antes del coito y bloquea físicamente la introducción del semen en el cuerpo de la pareja sexual. Generalmente están hechos de látex, pero algunos utilizan otros materiales como poliuretano o intestino de cordero. Tienen la ventaja de facilidad de uso, fácil disponibilidad, pocos o nulos efectos adversos. Aquellos con alergia al látex pueden usar versiones sintéticas como el poliuretano. Los condones femeninos usualmente son de poliuretano y, a diferencia de los masculinos, pueden usarse múltiples veces.
Se han usado preservativos como método de prevención de ITS al menos desde 1564. Los condones de caucho estuvieron disponibles desde 1855 seguidos por los de látex en los años 1920. Están incluidos en la 
lista de medicamentos esenciales de la Organización Mundial de la Salud, las medicinas más efectivas y seguras necesitadas en el sistema de salud. El costo en el mundo en desarrollo es de unos 0,03 a 0,08 USD cada uno. En los Estados Unidos usualmente cuestan menos de un USD. Globalmente menos del 10 % de los usuarios de métodos anticonceptivos están usando condones. Las tasas de uso de condón son mayores en el mundo desarrollado. En el Reino Unido el condón es el segundo método más común (22 %) mientras que en Estados Unidos es el tercero (15 %). Anualmente se venden de seis a nueve mil millones de preservativos.
El 13 de febrero se conmemora el día internacional del preservativo.

## Usos médicos

### Control de natalidad
La efectividad de los preservativos, como la mayoría de las formas de anticoncepción, puede ser evaluada de dos maneras. Los índices de efectividad del método o de uso perfecto solo incluyen a quienes utilizan preservativos correctamente y sistemáticamente. Los índices de efectividad con uso real o típicos son de todos los usuarios de preservativo, incluidos quienes los usan incorrectamente o no los utilizan en cada coito. Generalmente los índices se expresan para el primer año de uso. Típicamente se usa el índice Pearl para calcular los índices de efectividad, pero algunos estudios usan tablas de vida.:141
El índice de embarazo de uso típico entre usuarios de preservativo varía dependiendo de la población estudiada y varía entre 10 y 18 % por año. El índice de uso perfecto es de 2 % por año. Los preservativos pueden ser combinados con otras formas de control de la natalidad (como espermicidas) para una mayor protección.

### Infecciones de transmisión sexual

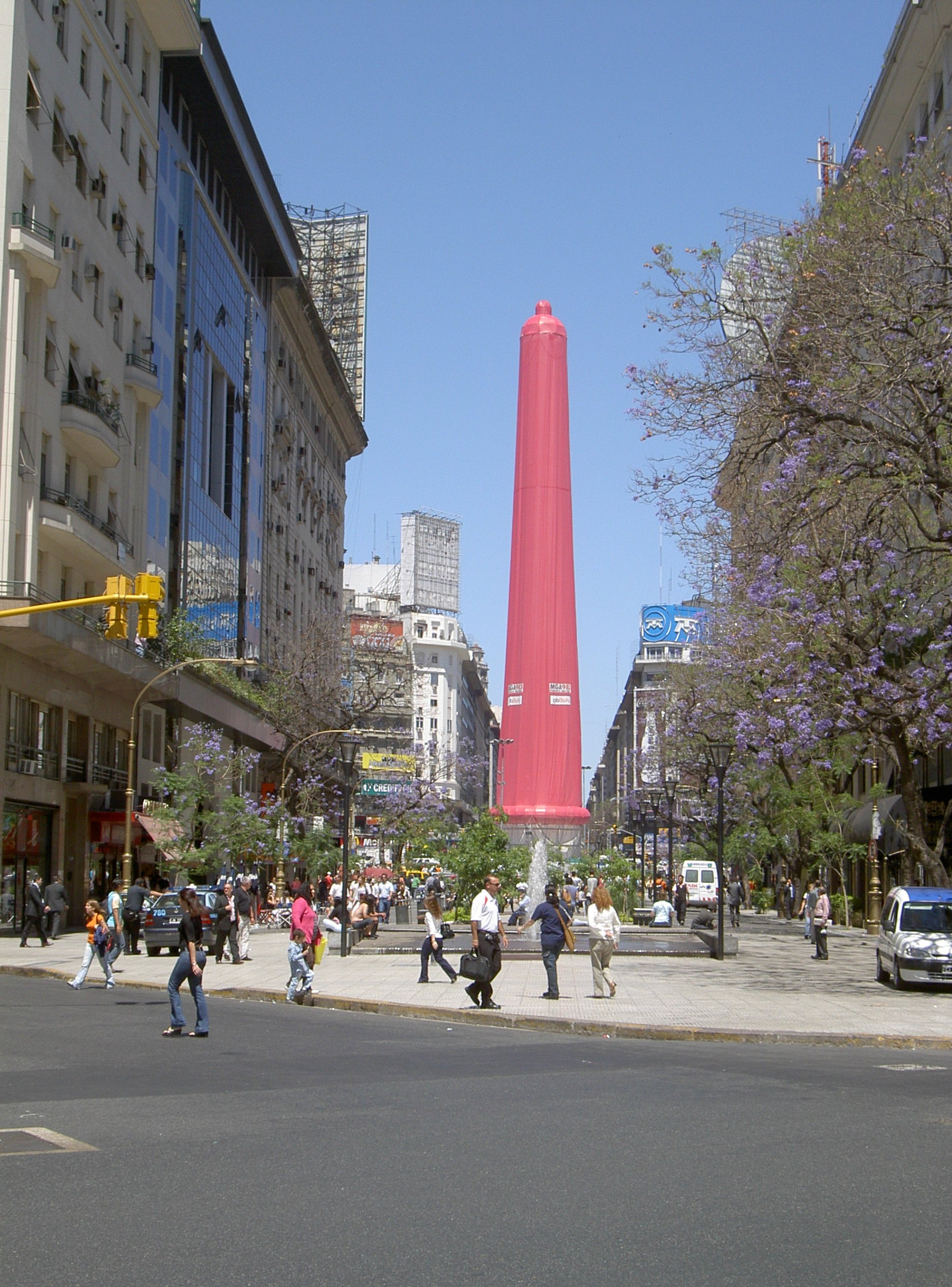
Un preservativo gigante en el Obelisco de Buenos Aires (Argentina), parte de una campaña de concienciación en el Día Mundial de la Lucha contra el Sida (2005).

Los preservativos son ampliamente recomendados para la prevención de infecciones de transmisión sexual (ITS). Han demostrado ser eficaces en reducir los índices de infección tanto en varones como mujeres. Si bien no es perfecto, el preservativo es eficaz en reducir la transmisión de organismos que causan el sida, el herpes genital, el cáncer cervical, las verrugas genitales, la sífilis, la clamidiosis, la gonorrea y otras enfermedades. A menudo se recomienda como complemento a métodos de control de la natalidad más efectivos (como el DIU) en situaciones en que también se desea protección contra las ITS.
Según un informe de 2000, elaborado por los Institutos Nacionales de Salud de Estados Unidos (NIH), el uso sistemático de preservativos de látex reduce el riesgo relativo de transmisión del VIH/sida en aproximadamente 85 % frente cuando se está desprotegido, bajando el índice de seroconversion (índice de infección) de 6,7 por 100 persona-año a 0,9. El análisis publicado en 2007 de la rama médica de la Universidad de Texas y la Organización Mundial de la Salud hallaron reducciones de riesgo similares de 80-95 %.
La revisión de 2000 del NIH concluyó que reduce significativamente el riesgo de gonorrea para los varones. Un estudio de 2006 señala que el uso apropiado del preservativo disminuye el riesgo de transmisión del virus del papiloma humano (VPH) a mujer es en aproximadamente un 70 %. Otro estudio en el mismo año descubrió que el uso consistente de preservativo era eficaz en reducir la transmisión del virus del herpes simple tipo 2 también conocido como herpes genital, tanto en hombres como mujeres.
A pesar de que es eficaz en limitar la exposición, cierta transmisión de enfermedades puede ocurrir incluso con su uso. Las áreas contagiosas de los genitales, especialmente en presencia de síntomas, puede no cubrirse por el preservativo, y como resultado, algunas enfermedades como el VPH y el herpes pueden transmitirse por contacto directo. No obstante, el principal problema de efectividad para impedir las ITS es su uso inconsistente.
También pueden ser útiles en el tratamiento de potenciales lesiones cervicales precancerosas. La exposición virus del papiloma humano, incluso en individuos ya infectados, parece aumentar el riesgo de transformaciones precancerosas. Su uso promueve la regresión de estos cambios. Además, investigadores británicos sugieren que las prostaglandinas del semen puede agravar un cáncer cervical existente y que el uso de preservativo durante el sexo puede impedir la exposición a estas sustancias tipo hormona.

## Causas de fracaso
Los preservativos pueden resbalarse del pene después de la eyaculación, romperse debido a una aplicación inadecuada o daño físico (como rasgaduras causadas al abrir el paquete), o rotura o resbalón debido a degradación del látex (típicamente por uso luego de la fecha de expiración, almacenamiento incorrecto o exposición a aceites). El índice de rotura es de entre 0,4 % y 2,3 %, mientras que el índice de resbalón está entre 0,6 y 1,3 %. Incluso si no se observa ninguna rotura o resbalón, el 1-3 % de las mujeres darán positivo para residuo de semen después del coito con preservativo.
Se cree a menudo que el «doble preservativo», el uso de dos preservativos a la vez, causa un índice más alto de fracaso debido a la fricción de goma sobre goma. Sin embargo, esta afirmación no está apoyada por la investigación. Los estudios limitados que se han hecho al respecto respaldan que el doble preservativo probablemente no es nocivo y posiblemente es beneficioso.
Modos diferentes de fracaso resultan en niveles diferentes de exposición de semen. Si el fracaso ocurre durante la aplicación, puede desecharse el preservativo dañado y aplicarse un preservativo nuevo antes del inicio del coito, tales fracasos generalmente no representan ningún riesgo. Un estudio halló que la exposición de semen desde un preservativo roto era alrededor de la mitad de la del coito desprotegido; mientras que la exposición de semen de un preservativo resbalado era aproximadamente un quinto de la del sexo desprotegido.
Los preservativos estándares se ajustarán a casi cualquier pene, con grados variables de comodidad o riesgo de resbalón. Muchos fabricantes ofrecen tamaños «ajustados» o «mágnum». Algunos también ofrecen preservativos personalizados hechos a medida, asegurando que son más fiables y ofrecen una sensación/comodidad mejorada. Algunos estudios han asociado penes grandes y preservativos pequeños con índices de rotura aumentado y de resbalón disminuido (y viceversa), pero otros estudios no han sido concluyentes.
Se recomienda a los fabricantes evitar preservativos muy gruesos o muy delgados, porque ambos se consideran menos eficaces. Algunos autores animan a los usuarios a escoger preservativos más delgados «para mayor durabilidad, sensación y comodidad», pero otros advierten que «cuanto más delgado el preservativo, menos fuerza se requiere para romperlo».
Es significativamente menos probable que los usuarios de preservativo experimentados tengan un resbalón o rotura comparado a novatos, a pesar de que quiénes experimentan una rotura o resbalón tienen más posibilidades de sufrir un segundo fracaso. Un artículo en Population Reports sugiere que la educación sobre el uso del preservativo reduce los comportamientos que aumentan el riesgo de rotura y resbalón. Una publicación en Family Health International también ofrece la opinión que la educación puede reducir estos riesgos, pero enfatiza que se necesita más investigación para determinar todas las causas de rotura y resbalón.
Entre quienes eligen a los preservativos como su forma de control de natalidad, el embarazo puede ocurrir cuando el usuario tiene sexo sin un preservativo. La persona puede haberse quedado sin preservativos, o estar viajando y no tener un preservativo a mano, o sencillamente desagradarle la sensación de los preservativos y decidir «correr el riesgo». Este tipo de comportamiento es la principal causa de fracaso del uso típico (en oposición al fracaso del método o de uso perfecto).
Otra causa posible de fracaso es el sabotaje. Un motivo es tener un niño contra los deseos o el consentimiento de una pareja. Algunos trabajadores sexuales nigerianos informaron que clientes sabotean preservativos en represalia por ser obligados a usarlo. Se piensa que usar una aguja fina para hacer varios agujeros de alfiler en la punta del preservativo impacta significativamente su efectividad.:306–307 Casos de tal sabotaje han ocurrido.

## Efectos adversos
El uso de preservativos de látex por personas con alergia al látex puede causar síntomas alérgicos, como irritación de piel. En personas con graves alergias al látex, utilizar un preservativo de látex puede ser potencialmente fatal. Uso repetido de preservativos de látex también puede causar el desarrollo de alergia al látex en algunas personas.

## Uso

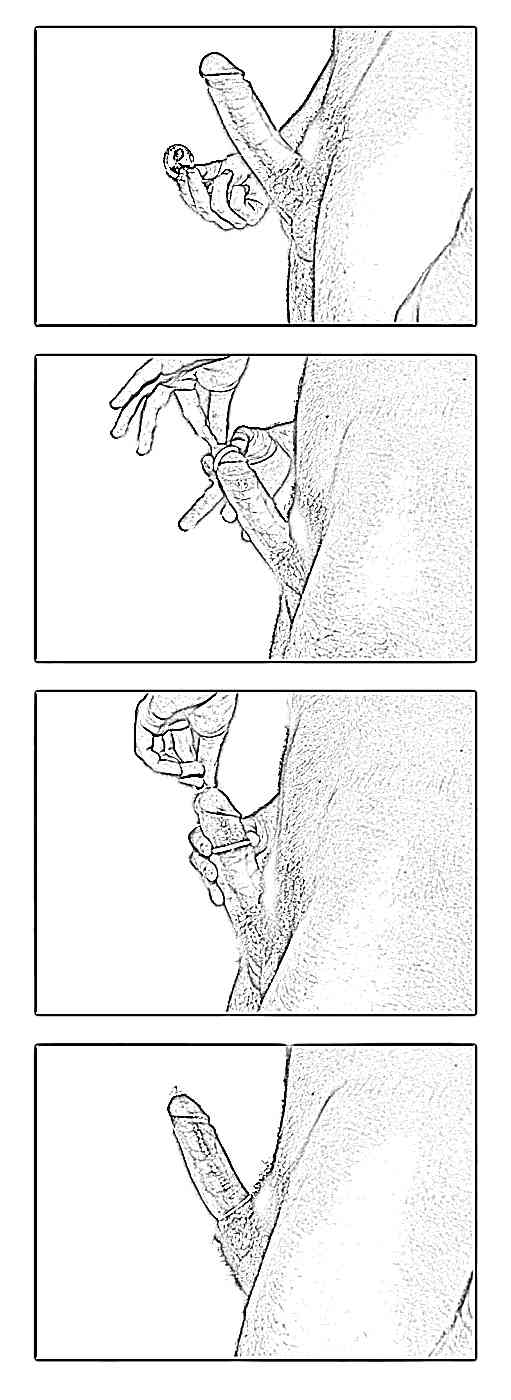
Ilustraciones que muestran cómo ponerse un preservativo.

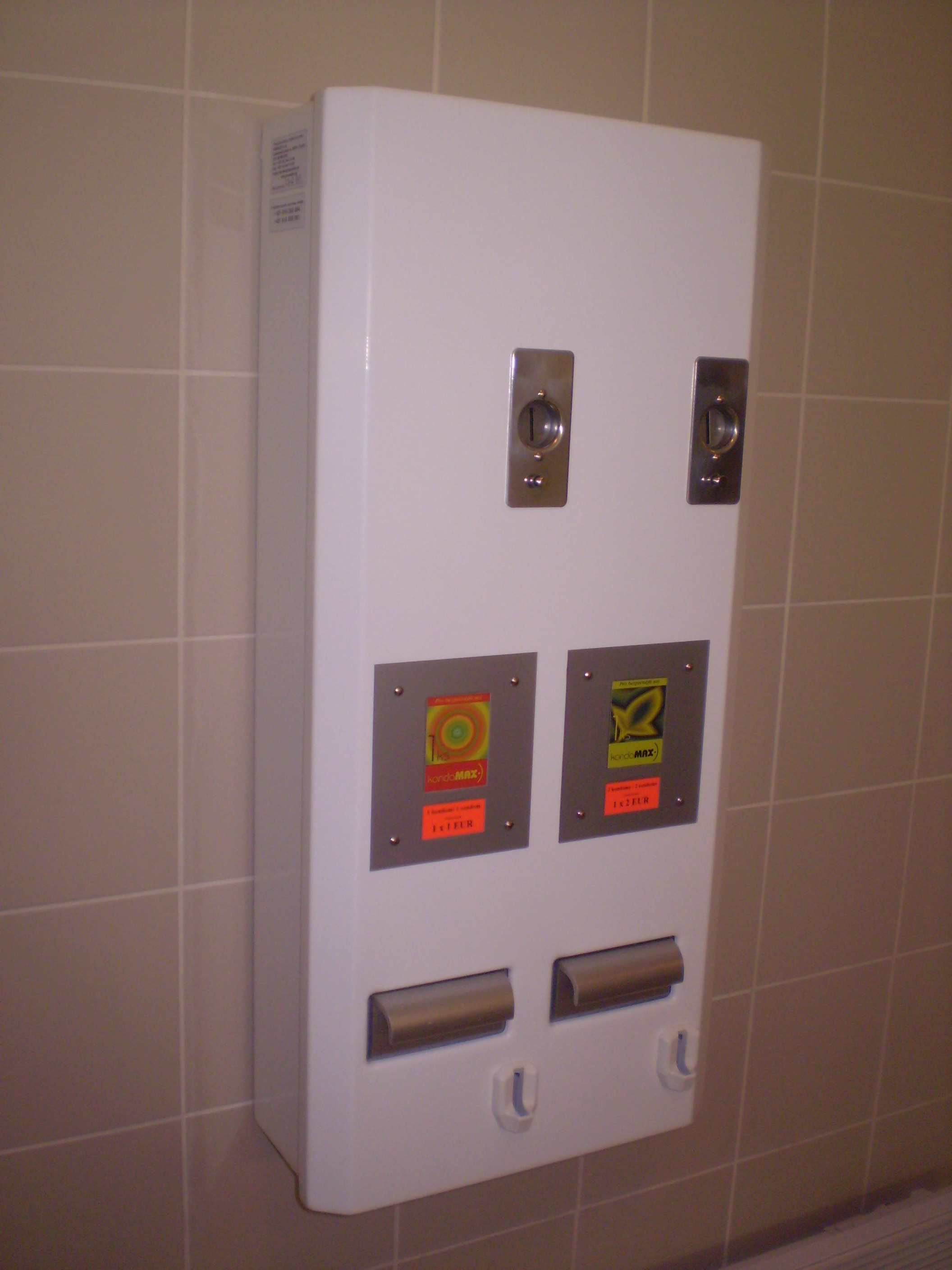
Dispensador de preservativos en Eslovaquia

Los preservativos masculinos normalmente se empacan enrollados dentro de un envoltorio de aluminio o plástico y están diseñados para ser aplicados en la punta del pene y luego desenrollarse sobre el pene erecto. Es importante que se deje cierto espacio en la punta del preservativo de modo que haya un sitio para recoger el semen; de otro modo este puede ser expulsado fuera de la base del dispositivo. Después de su uso, se recomienda envolverlo en un pañuelo o realizar un nudo antes de desecharlo en un basurero. Los preservativos se usan para reducir el riesgo de embarazo durante el sexo y para reducir la probabilidad de contraer ITS. También se utilizan en la felación para prevenir ITS.
Algunas parejas consideran que ponerse un preservativo interrumpe el sexo, otras en cambio incorporan la aplicación de preservativo como parte de la estimulación. Algunos hombres y mujeres encuentran que la barrera física de un preservativo atenúa la sensación. Las ventajas de una sensación atenuada puede incluir la erección prolongada y una eyaculación retrasada; las desventajas podrían incluir la alguna pérdida de excitación sexual. Sus defensores también señalan sus ventajas de ser económicos, fáciles de utilizar y con pocos efectos laterales.

### Industria del cine para adultos
En 2012, activistas reunieron 372 000 firmas electorales a través de una iniciativa ciudadana en el Condado de Los Ángeles para someter la Medida B a votación en dicho año. Como resultado, la Medida B, una ley que exige el uso de preservativos en la producción de películas pornográficas, fue aprobada. Este requisito ha recibido mucha crítica y según algunos es contraproducente, meramente forzando a las compañías a trasladarse a otros sitios sin esta exigencia. Los productores aseguran que el uso del preservativo reduce las ventas.

### Educación sexual
A menudo se utilizan en programas de educación sexual, porque son capaces de reducir las posibilidades de embarazo y la diseminación de algunas ITS cuando se utilizan correctamente. Un reciente comunicado de prensa de la Asociación Psicológica Estadounidense (APA) apoyó la inclusión de información sobre preservativos en la educación sexual y dijo que «los programas de educación de sexualidad integrales [...] discuten el uso apropiado de preservativos» y «promueven el uso de preservativo en quienes son sexualmente activos».
En los Estados Unidos, algunas organizaciones religiosas se oponen a la enseñanza sobre preservativos en las escuelas públicas. Planned Parenthood, que aboga por la planeación familiar y la educación sexual, argumenta que ningún estudio ha demostrado que los programas de solo abstinencia resultan en el sexo retardado y cita encuestas que indican que un 76 % de los padres estadounidenses quieren que sus hijos reciban una educación sexual integral que incluya el uso de preservativo.

### Posturas religiosas
Algunas religiones consideran polémico o inaceptable el uso del preservativo. Por ejemplo, la Iglesia Católica lo rechaza por completo, ya que contradice su doctrina sobre la finalidad del acto sexual, que debe estar abierto tanto a la unión de los esposos como a la procreación. Desde esta perspectiva, el uso de métodos anticonceptivos artificiales, como el preservativo, impide deliberadamente la posibilidad de generar vida, lo que supone una alteración del orden natural querido por Dios. Por este motivo, la Iglesia enseña que su uso puede constituir un pecado mortal si se realiza con pleno conocimiento y consentimiento, al implicar una ruptura grave con los principios morales establecidos por su doctrina.
Otras religiones también muestran reservas respecto al uso de anticonceptivos, aunque con matices diversos. En algunos contextos, se permite o se tolera su uso dentro del matrimonio, pero se desaconseja fuera de él. En cambio, muchas otras tradiciones y culturas contemporáneas aceptan el uso del preservativo como un medio válido para la planificación familiar y la prevención de enfermedades.

### Tratamiento de infertilidad
Procedimientos comunes en el tratamiento de infertilidad como análisis de semen e inseminación intrauterina (IIU) requieren colección de muestras de semen. Estos son comúnmente obtenidos a través de la masturbación, pero una alternativa es el uso de un preservativo de colección especial para recoger semen durante el coito.
Los preservativos de colección están hechos de silicona o poliuretano, ya que el látex es algo nocivo para los espermatozoides. Muchos hombres los prefieren a la masturbación y algunas religiones la prohíben enteramente. Además, comparado con las muestras obtenidas por masturbación, los preservativos de colección tienen un mayor conteo de espermatozoides totales, motilidad y porcentaje de espermatezoides con morfología normal. Por esta razón, se piensa que dan resultados más precisos en el análisis seminal y mejoran las posibilidades del embarazo en procedimientos como la inseminación intrauterina o intracervical. Seguidores de religiones que prohíben la anticoncepción, como el catolicismo, pueden utilizar preservativos de colección pinchados con agujeros.
En los tratamientos de fertilidad, un preservativo de colección puede usarse para recoger semen durante el coito cuando el semen es proporcionado por la pareja de la mujer. Donantes de esperma privados también pueden utilizarlo para obtener muestras a través de la masturbación o sexo y transferir el semen del preservativo a un contenedor especialmente diseñado. El esperma es transportado en tales contenedores, en el caso de un donante, a una mujer receptora de la inseminación; y en el caso de la pareja de una mujer, a una clínica de fertilidad para su procesamiento y uso. Aun así, el transporte puede reducir la fecundidad del esperma. También pueden utilizarse en el mismo banco de esperma o clínica de fertilidad.
A veces a las parejas infértiles se les prescribe la terapia de preservativo cuando la mujer tiene niveles altos de anticuerpos antiesperma. La teoría es que impidiendo la exposición al semen de su pareja bajará su nivel de anticuerpos antiesperma y así aumentará sus posibilidades de embarazo cuando la terapia se interrumpa. Sin embargo, la terapia de preservativo no ha demostrado aumentar los índices de embarazo subsiguientes.

### Otros usos
Los preservativos sobresalen como contenedores y barreras multiusos porque son impermeables, elásticos y duraderos. Su utilización militar en curso empezó durante la Segunda Guerra Mundial e incluye cubrir la boca de los cañones de rifle para impedir su bloqueo, la permeabilización del ensamblaje y el almacenamiento de materiales corrosivos y almacenamiento de garrotes por organizaciones paramilitares. También se han usado en el contrabando de alcohol, cocaína, heroína y otras drogas a través de fronteras y a prisiones mediante su llenado con drogas, realización de un nudo y luego su ingesta o inserción rectal. Estos métodos son muy peligrosos y potencialmente letales; si el preservativo se rompe, la droga en su interior se absorbe al torrente sanguíneo y puede causar una sobredosis. Médicamente, pueden usarse para cubrir una sonda endovaginal de ultrasonido, o en descompresiones por aguja torácica en terreno pueden usarse para crear una válvula unidireccional. Los preservativos también se han utilizado para proteger muestras científicas del entorno y para sellar los micrófonos en la grabación bajo el agua.

## Tipos
La mayoría de los preservativos tienen una punta de depósito, lo que hace más fácil de acomodar la eyaculación. Vienen en diferentes medidas, desde holgados a ajustados y también en una variedad de superficies para estimular a la pareja del usuario. Los preservativos normalmente son fabricados con un recubrimiento lubricante para facilitar la penetración, mientras que los preservativos de sabores son principalmente utilizados para sexo oral. Como se mencionó anteriormente, la mayoría de los preservativos están hechos de látex, pero también existen de poliuretano y piel de cordero.

### Preservativos femeninos

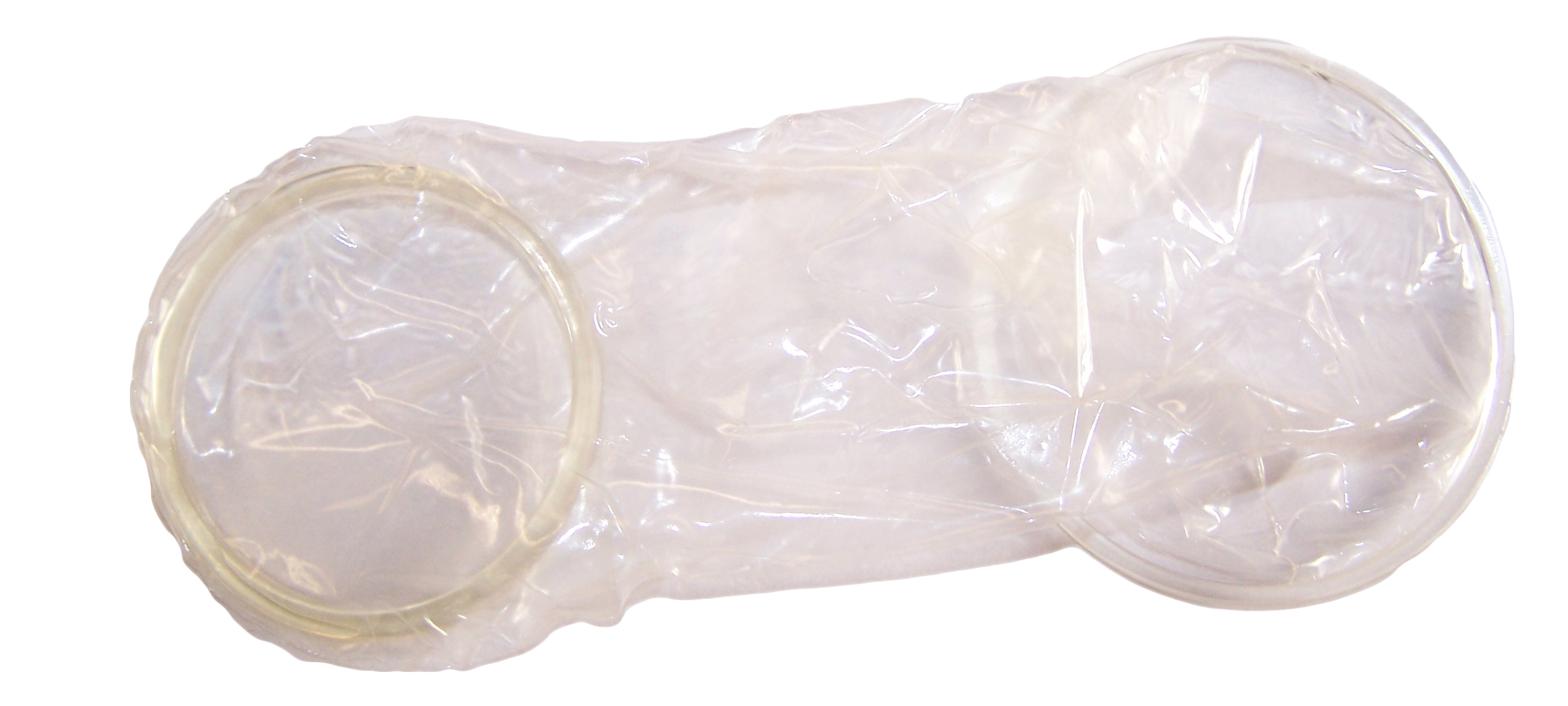
Un preservativo femenino.

Los preservativos masculinos tienen un anillo estrecho para formar un sello alrededor del pene mientras que los femeninos típicamente tienen un anillo rígido grande para evitar que resbalen en el orificio corporal. Female Health Company produjo un preservativo femenino que era originalmente hecho de poliuretano, pero las versiones más nuevas están hechas de nitrilo. Medtech Products produce uno de látex.

### Materiales

#### Látex natural

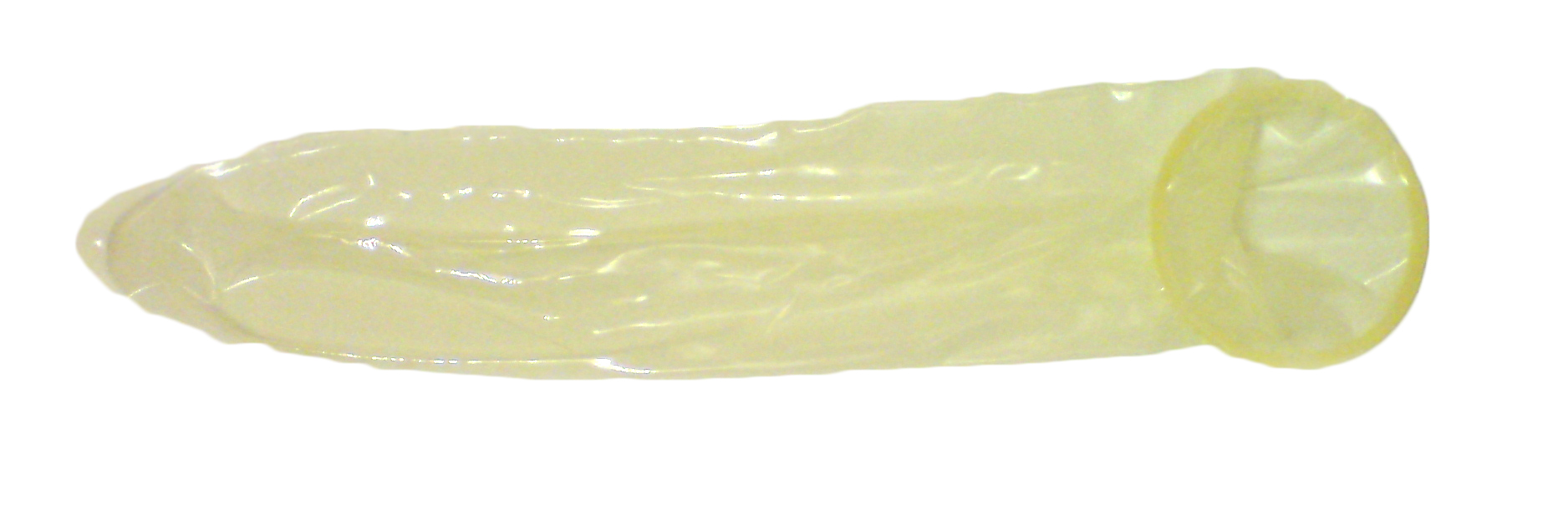
Un preservativo masculino de látex desenrollado.

El látex tiene propiedades elásticas excepcionales: su fuerza de tensión supera los 30 MPa y preservativos de este material pueden extenderse un 800 % en exceso antes de romperse. En 1990 la ISO fijó estándares para la producción de preservativos (ISO 4074, preservativos de caucho de látex natural), y la Unión Europea hizo lo propio con su estándar CEN (Directiva 93/42/EEC sobre dispositivos médicos). Se examina que cada preservativo de látex no tenga agujeros con una corriente eléctrica. Si el preservativo aprueba, se enrolla y envasa. Además, una porción de cada lote se somete a pruebas de filtración de agua y rotura por presión aérea.
Si bien las ventajas de látex lo han hecho el material más popular,  tiene algunos inconvenientes. Los preservativos de látex se dañan cuando se usan junto a sustancias aceitosas como lubricantes, tales como jalea de petróleo, aceite de cocina, aceite de bebé, aceite mineral, lociones de piel, protectores solares, cremas frías, mantequilla o margarina. El contacto con aceite hace a los preservativos de látex más propensos a romperse o resbalarse debido a la pérdida de elasticidad causada por los aceites. Además, la alergia al látex impide su uso y es una de las razones principales para el uso de otros materiales. En mayo de 2009 la Food and Drug Administration de EE. UU. aprobó la producción de preservativos hechos de Vytex, látex que ha sido tratado para remover el 90 % de las proteínas responsables de las reacciones alérgicas. También está disponible un preservativo libre de alérgenos hecho de látex sintético (poliisopreno).

#### Sintético
El segundo material más popular es el poliuretano. Los preservativos también pueden ser hechos de otros materiales sintéticos, como la resina EN-10 y más recientemente poliisopreno.
Los preservativos de poliuretano tienden a tener el mismo ancho y grosor que los de látex y la mayoría de tiene entre 0,04 y 0,07 mm de grosor.
El poliuretano tiene varias ventajas sobre el látex: conduce mejor el calor, no es tan sensible a la temperatura y la luz ultravioleta (y por ende tiene requisitos de almacenamiento menos rígidos y un tiempo de caducidad más largo), puede ser utilizado con lubricantes aceitosos, es menos alergénico y es inodoro. La FDA los ha aprobado para la venta en los Estados Unidos como un método eficaz de anticoncepción y prevención del VIH y bajo condiciones de laboratorio han demostrado ser tan eficaces que los de látex para estos propósitos. Sin embargo, son menos elásticos que los de látex y puede ser más propensos a resbalarse, romperse, perder su forma o plegarse y es más caro.
El poliisopreno es una versión sintética del látex. Aunque es significativamente más caro, tiene las ventajas del látex (como ser más blando y más elástico que el poliuretano) sin la proteína que es responsable de las alergias al látex. Al igual que los preservativos de poliuretano, se dice que los de poliisopreno hacen un mejor trabajo en transmitir el calor corporal. A diferencia de los primeros, no pueden ser utilizados con lubricantes aceitosos.

#### Intestino de oveja
También están a la venta preservativos hechos de intestinos de oveja («lambskin»). A pesar de que generalmente son eficaces como anticonceptivos al bloquear el esperma, se presume que probablemente son menos eficaces que el látex en impedir la transmisión de agentes que causan ITS, debido a los poros en el material. Esto se basa en la idea de que los intestinos, por su naturaleza, son membranas porosas y permeables y mientras que el esperma es demasiado grande para pasar a través de los poros, los virus—como el VIH y los agentes infecciosos del herpes y las verrugas genitales—son bastante pequeños para pasar a través de ellos. No obstante, a la fecha no hay ninguna información clínica que confirme o niegue esta teoría. Algunos creen que estos preservativos proporcionan una sensación más «natural» y carecen de los alergenos inherentes al látex, pero debido a su menor protección contra las infecciones, se recomienda otros materiales hipoalergénicos como el poliuretano están recomendados para los usuarios alérgicos al látex o a sus parejas. Los preservativos de intestino de oveja también son significativamente más caros que otros tipos y como derivados del sacrificio animal tampoco son vegetarianos ni veganos.

### Espermicida
Algunos preservativos de látex están lubricados de fábrica con una cantidad pequeña de un nonoxinol-9, un espermicida. Según Consumer Reports, los preservativos lubricados con espermicida no tienen un beneficio adicional en impedir el embarazo, tiene un tiempo de caducidad más escaso y pueden causar infecciones de tracto urinario en mujeres. Por el contrario, se cree que la aplicación por separado de espermicida sí aumenta la eficacia anticonceptiva de los preservativos.
Antes se creía que el nonoxynol-9 ofrecía protección adicional contra ITS (incluyendo el VIH), pero los estudios recientes han mostrado que, con el uso frecuente, este puede aumentar el riesgo de transmisión del VIH. La Organización Mundial de la Salud dice que ya no se debe promover el uso de preservativos lubricados con espermicida. No obstante, recomiendan que es preferible utilizar un preservativo lubricado nonoxynol-9 que ningún preservativo en absoluto. Para 2005, nueve fabricantes de preservativo han dejado de producir preservativos con nonoxynol-9 y Planned Parenthood ha interrumpido la distribución de preservativos así lubricados.

### Textura

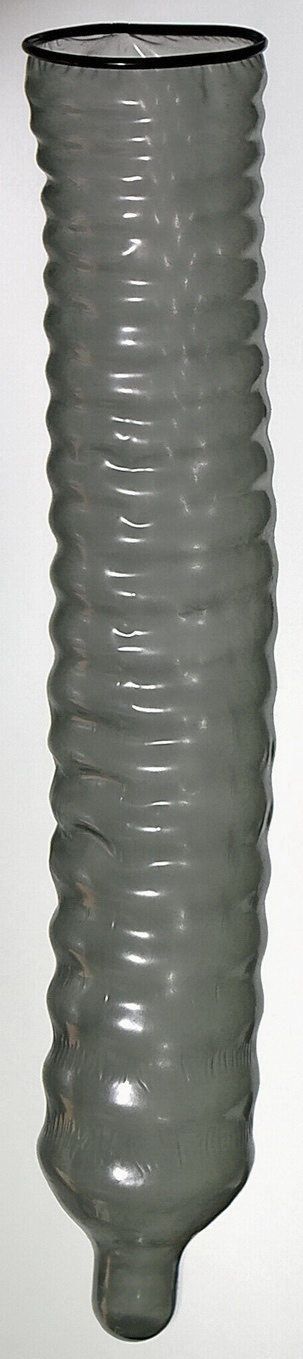
Un preservativo acanalado.

Entre los preservativos con textura existen los acanalados y tachonados que pueden proveer de sensaciones extras para ambos individuos. Los canales o tachones pueden localizarse en el interior, exterior o ambos; alternativamente pueden localizarse en secciones específicas para proveer de estimulación directa a ya sea el punto G o frenillo. Muchos de estos preservativos que se promocionan como «placer mutuo» además tienen forma de bulbo en la punta que provee una estimulación extra al pene. Algunas mujeres experimentan irritación durante el coito vaginal con los preservativos tachonados.

### Preservativos adolescentes
En marzo de 2010, el gobierno suizo anunció que planeaba promover los preservativos más pequeños pensados para muchachos de 12-14 años en respuesta a la preocupación sobre el índice de embarazo adolescente y también sobre la propagación potencial de ITS entre este grupo etario. Esto se debió al hecho que los preservativos estándares eran demasiado anchos y en consecuencia fracasaban en proporcionar protección a adolescentes durante el sexo vaginal y anal. Grupos de planificación familiar y la Federación Suiza del Sida habían hecho campaña para tener un preservativo más estrecho pensado en los jóvenes después de varios estudios, incluido un estudio gubernamental investigado en el Centro para el Desarrollo y la Psicología de la Personalidad en la Universidad de Basilea, halló que los preservativos estándares eran inadecuados para varones en esta gama de edad y que los preservativos fallaban durante el uso o que los chicos los rechazaban del todo porque eran demasiado anchos y por consiguiente no utilizaron ninguna protección en absoluto.

A raíz de estos estudios, un preservativo dirigido a adolescentes de 12 a 14 años es ahora producido y comercializado en Suiza y en otros países. Fabricado por Ceylor, el «Hotshot» es un preservativo de látex lubricado con punta en tetilla qué es más estrecho que un preservativo estándar y tiene una banda ajustada en la entrada para asegurar que se mantiene en el pene adolescente durante el coito. Un preservativo estándar tiene un diámetro de 5,2 cm mientras que el Hotshot tiene un diámetro de 4,5 cm. Ambos tienen la misma longitud de 19 cm. En 2014, en respuesta a la exigencia de preservativos de un grupo de jóvenes, el fabricante de preservativos alemán Amor empezó a producir otro preservativo dirigido a adolescentes. Conocidos como «Amor Young Love», estos preservativos lubricados tienen un diámetro de 4,9 cm.

### Otros
El preservativo antiviolación es otra variación diseñado para mujeres. Está diseñado para causar dolor al atacante, con la esperanza de permitir a la víctima una posibilidad de huir. Un preservativo de colección se usa para recoger semen para tratamientos de fertilidad o análisis de esperma. Estos preservativos están diseñados para maximizar la vida de los espermatozoides. Algunos dispositivos tipo preservativo solo tienen fines de entretenimiento, como los preservativos luminescentes. Estas novedades pueden no proporcionar protección frente el embarazo y las ITS.

## Prevalencia
La prevalencia del uso de preservativo varía mucho entre países. La mayoría de las encuestas son realizadas a mujeres casadas en relaciones informales. Japón tiene el índice más alto de uso de preservativo en el mundo: en aquel país, los preservativos representa el 80 % del uso de anticonceptivos por mujeres casadas. En promedio, en los países desarrollados, los preservativos son el método más popular de control de natalidad: el 28 % de los usuarios casados de anticonceptivos confían en los preservativos. El promedio en los países menos desarrollados, los preservativos son menos comunes: solo el 6-8 % de los usuarios casados de anticonceptivos escogen los preservativos.

## Lectura adicional
- "Sheathing La flecha del cupido: el Anticonceptivo Artificial más Viejo Puede Ser Maduro para un Makeover", El Economista (Londres), núm. 8874 (15-21 de febrero de 2014), p. 73-74. N.B.: Unsigned Artículo, describiendo desarrollos nuevos, especialmente en materiales, para hacer y lubricando preservativos.